# Anton Bast
Anton Bast, född den 8 september 1867 i Løkken, död den 23 april 1937 i Köpenhamn, var en dansk metodistpräst. Föräldrarna var  Nikolaj Thomsen Christofferson Bast (1828-1906) och Dorthe Marie Kjeldsdatter (1833-1903). Anton Bast gifte sig 1891 med Marie Dorthea Mikkelsen (1855-1920) och de fick en son, Jørgen Bast samt fyra döttrar. Han gifte sig en andra gång 1932 med Signe Jensen (1898-1984).
Efter utbildning i metodisternas teologiska skola blev Bast präst i metodistsamfundet i Vejle 1890, förflyttades 1895 till Odense, där han arbetade med stor framgång. Han grundade 1897 Evangelisk Afholdsforbund och 1899 ett alkoholsanatorium vid Odense. 1906-20 verkade han som präst vid Jerusalemskyrkan i Köpenhamn, där han drev ett omfattande socialt arbete genom den av honom grundade "Centralmissionen". Bast blev 1920 biskop över metodistsamfunden i Danmark, Sverige, Finland och Norge. 1924 anklagades han av medlemmar i Jerusalemsföreningen för att ha förskingrat en del av kyrkans och till välgörande ändamål insamlade medel, i synnerhet i samband med publikationen "Fyrtaarnet". Efter långvariga rättegångsförhandligar, som visade på flera oegentligheter i Basts affärer, dömdes han i mars 1926 till 3 månaders fängelse. Metodistkyrkans undersökningskommitté frikände honom i Haag i mars 1927 från anklagelserna om bedrägeri, men suspenederade honom på grund av bristande reda och varsamhet i sina ämbetsåligganden. Generalkonferensen 1928 i Amerika fråndömde honom biskopsämbetet men avsatte honom inte som präst. Danska metodistsamfundet återtog honom dock inte som präst.